# (1224) Фантазия
(1224) Фантазия (др.-греч. Φαντασία) — типичный астероид главного пояса, который принадлежит к светлому спектральному классу S. Он был открыт 29 августа 1927 года советскими астрономами Сергеем Белявским и Николаем Ивановым в Симеизской обсерватории и назван в честь фантазии, психической деятельности человека, создающей образы и мысленные ситуации, не существовавшие до этого в его непосредственном жизненном опыте.

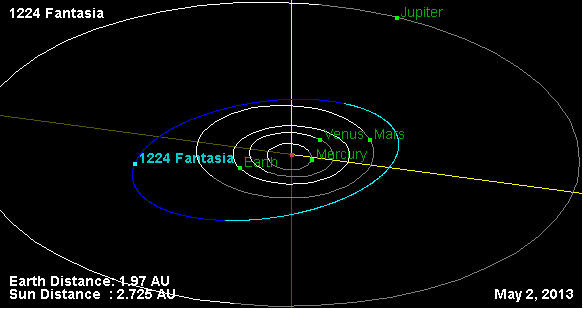
Орбита астероида Фантазия и его положение в Солнечной системе